# Rhagonycha chtaurana
Rhagonycha chtaurana es una especie de coleóptero de la familia Cantharidae.

## Distribución geográfica
Habita en Líbano.